# Walenty (Miszczuk)
Walenty, imię świeckie Timofiej Adamowicz Miszczuk (ur. 14 października 1940 w Brześciu) –  metropolita Rosyjskiego Kościoła Prawosławnego.

## Życiorys
Urodził się w rodzinie robotniczej. Jest z pochodzenia Białorusinem. W 1957, po ukończeniu szkoły średniej, wstąpił do seminarium duchownego w Mińsku, jednak po roku nauki musiał przerwać szkołę w celu odbycia służby wojskowej. Ostatecznie ukończył seminarium z wyróżnieniem w 1966. Trzy lata później, 30 marca 1969, złożył wieczyste śluby zakonne w ławrze Troicko-Siergijewskiej. 20 kwietnia tego samego roku metropolita Pimen (Izwiekow) udzielił mu święceń diakońskich, zaś 18 czerwca wyświęcił na hieromnicha. W 1970 ukończył Moskiewską Akademię Duchowną. Swoją pracę poświęcił świętym Grzegorzowi Palamasowi i Mikołajowi Kabazylasowi. Rok później otrzymał godność igumena, zaś w 1972 został wykładowcą moskiewskiego seminarium duchownego.
19 czerwca 1976 otrzymał nominację na biskupa ufijskiego i stierlitamackiego. W związku z tym następnego dnia został podniesiony do godności archimandryty. Uroczysta chirotonia odbyła się 25 lipca tego samego roku w soborze Objawienia Pańskiego w Moskwie z udziałem patriarchy Moskwy i całej Rusi Pimena, metropolity leningradzkiego i nowogrodzkiego Nikodema, metropolity Tallinna i całej Estonii Aleksego, metropolity tulskiego i bielowskiego Juwenaliusza, metropolity mińskiego i całej Białorusi Antoniego oraz arcybiskupa wołokołamskiego Pitirima.
16 listopada 1979 został biskupem zwienigorodzkim, wikariuszem eparchii moskiewskiej i przedstawicielem Patriarchatu Moskiewskiego przy Patriarchacie Antiochii. 26 kwietnia 1985 przeniesiony na katedrę tambowską i miczuryńską, zaś w 1987 – włodzimierską i suzdalską. 30 grudnia 1988 podniesiony do godności arcybiskupiej.
W 1990 wyznaczony na arcybiskupa chersoneskiego. Po dwóch latach przeniesiony na katedrę grodzieńską i wołkowyską. W 1994 został wikariuszem eparchii stawropolskiej z tytułem biskupa bakijskiego oraz rektorem seminarium duchownego w Stawropolu, jednak już po roku został przeniesiony w stan spoczynku. 7 kwietnia 1999 wyznaczony do objęcia katedry orenburskiej i buzułuckiej, od 2004 jako metropolita. W 2011, w związku ze zmianą granic eparchii, jego tytuł uległ zmianie na metropolita orenburski i saraktaszyński.
Odszedł w stan spoczynku w 2015 w związku z osiągnięciem 75. roku życia. Jako jego stałe miejsce pobytu Święty Synod wyznaczył Moskwę.